# جوان ميريل
جوان ميريل (بالإنجليزية: Joan Merrill)‏ هي مغنية أمريكية، ولدت في 2 يناير 1918 في بالتيمور في الولايات المتحدة، وتوفيت في 10 مايو 1992 في نيويورك في الولايات المتحدة.

## وصلات خارجية
- جوان ميريل على موقع IMDb (الإنجليزية)
- جوان ميريل على موقع ميوزك برينز (الإنجليزية)
- جوان ميريل على موقع قاعدة بيانات الفيلم (الإنجليزية)